# یواس‌اس لویالتی (ای‌ام‌سی-۸۸)
یواس‌اس لویالتی (ای‌ام‌سی-۸۸) (به انگلیسی: USS Loyalty (AMc-88)) یک کشتی بود که طول آن ۹۷ فوت ۱ اینچ (۲۹٫۵۹ متر) بود. این کشتی در سال ۱۹۴۱ ساخته شد.